# Freedom to Fly
Freedom to Fly è il quarto album in studio da solista del chitarrista statunitense Tony MacAlpine, pubblicato nel 1992.

## Tracce
Tutte le tracce sono composte da Tony MacAlpine tranne dove indicato.
1. Ice Princess – 4:48
2. Box Office Poison – 4:51
3. Salvation – 5:25
4. Freedom to Fly – 3:47
5. Champion – 5:12
6. Stream Dream – 4:23
7. Albania – 4:37
8. Chopin Etude #2 Opus #25 (Frédéric Chopin) – 1:33
9. Disciples of Fear – 4:11
10. Capistrano – 4:20